# .gf
.gf este un domeniu de internet de nivel superior, pentru Guiana Franceză (ccTLD).